# Thanh Chăn
 (septembre 2017).
Thanh Chăn est une commune rurale de la province de Điện Biên, dans le Nord-Ouest du Viêt Nam. Elle est rattachée au district de Điện Biên et jouxte la frontière vietnamo-laotienne.
La commune de Thanh Chăn est créée en 1965. En 1999, elle compte 4 306 habitants sur son ban de 22,12 km2, soit une densité de population de 195 hab./km2. Son code administratif est 3337.
Un arbre à ruches se trouve dans une forêt du village de Pung Nghiu, dans la commune de Thanh Chăn. Il est baptisé « Mày Noong » (« arbre sacré » en thaï). La population lui reconnaît des vertus magiques.